# Arnold Zellner
Pour les articles homonymes, voir Zellner.
Arnold Zellner (2 janvier 1927 - 11 août 2010) est un économiste et statisticien américain spécialisé dans les domaines des probabilités bayésiennes et de l'économétrie. Zellner contribue à un travail de pionnier dans le domaine de l'analyse bayésienne et de la modélisation économétrique (en).

## Biographie
Né à Brooklyn, New York, de parents immigrés ukrainiens, Zellner obtient son AB en physique de l'Université de Harvard en 1949 et son doctorat. en économie de l'Université de Californie à Berkeley, sous la direction de George Kuznets (en), en 1957. Il est titulaire de diplômes honorifiques de l'Université autonome de Madrid en Espagne, de l'Universidade Técnica de Lisboa au Portugal, de l'Université de Kiel en Allemagne et de l'Erasmus School of Economics de l'Erasmus University Rotterdam aux Pays-Bas.
Il est HGB Alexander Distinguished Service Professor Emeritus of Economics and Statistics à la Graduate School of Business de l'Université de Chicago. Il est le fondateur de l'International Society for Bayesian Analysis et est président de l'American Statistical Association en 1991.
Il meurt le 11 août 2010 à son domicile de Hyde Park, à Chicago.

## Travaux
Dans l'analyse bayésienne, Zellner fournit non seulement de nombreuses applications, mais également une nouvelle dérivation du théorique de l'information des règles qui régissent de traitement de l'information efficaces à 100% - incluant le théorème de Bayes. En modélisation économétrique (en), il développe, en association avec Franz Palm (en), l'approche structurelle des séries temporelles pour construire de nouveaux modèles et vérifier l'adéquation des anciens modèles. En outre, il participe à de nombreuses études économétriques et statistiques appliquées importantes,.